# Leping
För andra betydelser, se Leping (olika betydelser).
Leping, tidigare romaniserat Loping, är stad på häradsnivå som lyder under Jingdezhens stad på prefekturnivå i Jiangxi-provinsen i sydöstra Kina. Den ligger omkring 140 kilometer öster om provinshuvudstaden Nanchang.

## Den geologiska epoken Loping
Den geologiska epoken Loping från permtiden har fått sitt namn efter en äldre namnform på orten. Perioden började för c:a 259 miljoner år sedan och varade fram till c:a 252 miljoner år sedan. Begreppet användes först av Ferdinand von Richthofen 1883, men i en annan betydelse, och därefter av Amadeus William Grabau, som använde det i sin nuvarande betydelse.

## Militär funktion
I Leping är en brigad ur den andra artillerikårens "Bas 52" belägen, som bland annat är utrustad med kortdistansmissilen DF-15 som är riktade mot Taiwan.